# Thomas L. McKenney
Pour les articles homonymes, voir McKenney (homonymie).
Thomas Loraine McKenney (21 mars 1785 – 20 février 1859) est un officiel américain qui servit comme surintendant du commerce indien de 1816 à 1822 puis surintendant des affaires indiennes de 1824 à 1830.

## Biographie
Thomas Loraine McKenney est né le 21 mars 1785 dans le comté de Somerset, dans le Maryland. À l'âge de 27 ans, il s'engage dans l'armée américaine et participe à la guerre anglo-américaine de 1812. Le 12 avril 1816, il est nommé surintendant du commerce indien par le président James Madison après la démission de John Mason (en). Le secrétaire à la Guerre John C. Calhoun le nomme ensuite surintendant des affaires indiennes en mars 1824 lors de la création du Bureau des affaires indiennes après la suppression du Bureau du commerce indien en 1822. En relatif désaccord avec la politique indienne que souhaite mener le président nouvellement élu Andrew Jackson, McKenney est remercié en 1830.

## History of the Indian Tribes of North America

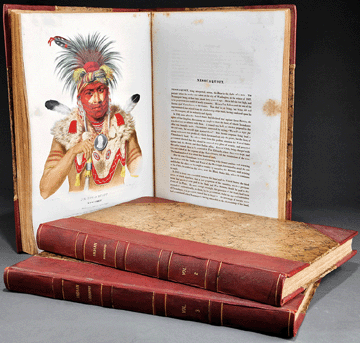
History of the Indian Tribes of North America.

Après avoir été démis de ses fonctions, McKenney annonce son souhait de voir publiés l'ensemble des portraits de personnalités amérindiennes réalisés par Charles Bird King au cours des années précédentes pour le compte du Bureau des affaires indiennes. Avec James Hall (en), il travaille à l'écriture et la publication de History of the Indian Tribes of North America, ouvrage en trois volumes consistant en une collection de biographies de personnalités amérindiennes accompagnées de lithographies.